# Gloria Groove
Gloria Groove   (São Paulo, 18 de gener de 1995), nom artístic de Daniel Garcia Felicione Napoleão, és artista drag-queen, cantant i intèrpret de veu del Brasil.

## Biografia
La seva mare és Gina Garcia, cantant professional. De ben jove va aparèixer en un anunci de televisió i un any després, el 2002, va començar la seva carrera musical dintre del grup infantil Galera do Balão. L'any 2006 va ser finalista d'un concurs televisiu de joves talents, que li va valer una invitació per actuar en la telenovel·la Bicho do Mato, de la cadena RecordTV. Poc abans havia començat a treballar en el món del doblatge, on es va convertir en un dels principals noms de la indústria nacional. Va enregistrar l'àudio en portuguès brasiler en sèries de televisió com Hannah Montana, Digimon o Power Rangers i en pel·lícules com Aladdin (live-action de 2019) o en la saga Descendants.
El 2014, es va identificar amb la cultura drag-queen veient el programa de talents i performances RuPaul's Drag Race, va decidir endinsar-se en el gènere i adoptar el nom de Gloria Groove. L'any 2016 va reprendre la seva carrera en la música i va cridar l'atenció del públic amb el llançament de la cançó Dona. Gràcies a la repercussió obtinguda, es va embarcar en el Dona Tour, que va passar per diversos estats del Brasil. També va ser telonera de drags de renom internacional com Sharon Needles o Adore Delano. El 3 de febrer de 2017, Gloria va llançar el seu àlbum debut, titulat O Proceder, editat per la companyia SB Music. Les lletres, composició seva, són retrats de la vida als suburbis, l'experiència com a drag-queen i la seva sexualitat (l'artista s'ha definit de gènere no-binari). Immediatament després del llançament de l'àlbum, es va embarcar en la gira d'O Proceder. A l'espera del seu següent treball, Gloria Groove va llançar diversos singles en col·laboració amb artistes brasilers de renom, com Linn da Quebrada, Iza, Pabllo Vittar o Léo Santana. En solitari, el senzill Bumbum de Ouro, de 2017, va obtenir un considerable èxit i el videoclip va rebre més de 100 milions de visualitzacions a YouTube.
A continuació, Gloria Groove va començar la seva carrera en televisió. El 2019, Netflix Brasil va contractar l'artista per copresentar el programa Nasce uma rainha, un espectacle de telerealitat basat en el món de les drag-queens i que es va estrenar el 2020. El 2021 va participar de la 4a edició del concurs musical Show dos Famosos, que acabaria guanyant. Un any després, es va anunciar que Gloria havia signat pel canal de pagament Multishow, del grup TV Globo, per presentar un dels seus programes estrella, Música boa ao vivo.
No va ser fins al febrer de 2022 que Groove no va editar el segon LP: Lady Leste, també amb SB Music. Seguint la línia del primer àlbum, en aquest disc van primar estils com funk carioca, hip-hop i trap. La gira de presentació va dur-la també a Europa, incloent-hi un concert a la ciutat de Barcelona. També va actuar en un dels escenaris més importants del seu país, en el festival Rock in Rio.

## Discografia
LP en solitari:
- O Proceder (SB Music, 2017)
- Lady Leste (SB Music, 2022)